# Ukaleq Slettemark
Ukaleq Astri Slettemark ([ukaˈlɜq ˈasd̥ʁi ˈʃlɛtːəˌmɑːk], Nuuk 9 september 2001) is een Groenlandse biatlete en Olympiër. Ze vertegenwoordigde Denemarken op de Olympische Winterspelen 2022 in Peking. Slettemark woont en traint in Noorwegen.

## Persoonlijk en achtergrond
Haar voornaam Ukaleq is een inheemse (Inuit) Groenlandse naam. In het Groenlands of Kalaallisut betekent de naam poolhaas. Met haar tweede naam is ze vernoemd naar haar grootmoeder, de Deense kunstenaar Astri Marie Helgesen (1934-1991). Via haar Groenlandse grootvader Isak Heilmann (1935-2013), is ze verwant aan de Groenlandse kunstenaars Johannes (1862-1940) und Jens Kreutzmann (1828-1899). Slettemark is een achternicht van Noorse kunstenaar Kjartan Slettemark.
Beide ouders van Slettemark zijn eveneens biatleet en langlaufer. Haar vader Øystein Slettemark (1967) nam - ook onder Deense vlag - deel aan de Biatlon op de Olympische Winterspelen 2010, terwijl haar moeder Uiloq Slettemark-Heilmann (1965) deelnam aan de Wereldkampioenschappen biatlon 2012. Beide ouders hebben de Arctic Circle Race verschillende keren gewonnen, en zijn actief in de Groenlandse Biatlon Bond (Grønland Skiskytter Forbund). Haar jongere broers Sondre Aputsiaq (2004) und Inuk (2006) doen beiden ook aan biatlon.
Met haar broer Sondre eindigde ze als 16e tijdens de IBU Junior Cup 2019 in Pokljuka, Slovenië, als eerste Groenlandse team ooit dat deelnam aan een biatlon estafette.
Van haar vierde tot haar elfde woonde ze met haar ouders in Noorwegen. In het seizoen 2011/12, begon ze op elfjarige leeftijd aan biatlon te doen getraind door Halvor Jørstad. In 2017 verhuisde het gezin Slettemark opnieuw naar Noorwegen, naar Geilo, waar ze naar school ging op het Norges Toppidrettsgymnas (Noorse Topsportgymnasium). Slettemark spreekt naast Groenlands, Deens und Noors ook Engels und Duits.
In het voorjaar van 2020 verhuisde ze naar Lillehammer. Als enige Groenlandse deelnemer aan de Wereldcup Biathlon traint ze samen met het Noorse team.
Slettemark won goud op de 10 km Individueel bij de Biathlon Junior World Championships 2019. en door haar succes werd de biatlonsport in Groenland populairder, iets waar haar ouders al jaren aan werkten.
Slettemark debuteerde op het hoogste niveau bij de wereldbekerwedstrijden op 11 december 2020 in Hochfilzen en nam deel aan de Wereldkampioenschappen biatlon 2021 in Pokljuka, Slovenië en de Wereldkampioenschappen biatlon 2023 in Oberhof.
Tijdens de Olympische Winterspelen 2022 in Peking kwam ze - net als haar vader in 2010 - uit voor Denemarken, omdat het IOC Groenland niet erkende als een onafhankelijk NOC.
Ze nam alleen deel aan de 15 km individueel en de 7,5 km sprint. Ze werd 53e (van de 89 deelnemers, wv 3x DNS) in de individuele wedstrijd, een persoonlijk record, en 65e (van de 89 deelnemers) in de sprint. Ze was de enige van de 213 mannelijke en vrouwelijke biatleten uit 30 landen, zonder missers in twee races.
Ukaleq Slettemark en haar broer Sondre (2004), op dat moment nog een junior, namen op 25 november 2023 deel aan de Single Mixed Relay in Östersund en waren daarmee het eerste Groenlandse team ooit dat deelnam aan een werelbekerestafette. Ze eindigden als 22e.

## Resultaten

### Olympische Winterspelen
| Jaar | Plaats | Onderdeel   | Onderdeel | Onderdeel     | Onderdeel  | Onderdeel | Onderdeel          |
| Jaar | Plaats | Individueel | Sprint    | Achtervolging | Massastart | Estafette | Gemengde estafette |
| ---- | ------ | ----------- | --------- | ------------- | ---------- | --------- | ------------------ |
| 2022 | Peking | 53e         | 65e       | –             | –          | –         | –                  |

### Wereldkampioenschappen
| Jaar | Plaats   | Onderdeel   | Onderdeel | Onderdeel     | Onderdeel  | Onderdeel | Onderdeel          | Onderdeel                 |
| Jaar | Plaats   | Individueel | Sprint    | Achtervolging | Massastart | Estafette | Gemengde estafette | Single gemengde estafette |
| ---- | -------- | ----------- | --------- | ------------- | ---------- | --------- | ------------------ | ------------------------- |
| 2021 | Pokljuka | 65e         | 77e       | –             | –          | –         | –                  | –                         |
| 2023 | Oberhof  | 88e         | 29e       | DNS           | –          | –         | –                  | –                         |

*Tijdens een Olympisch jaar wordt er geen WK georganiseerd.

*De single gemengde estafette (single mixed relay) wordt gelopen sinds 2019.

### Wereldbeker
Eindklasseringen
| Seizoen   | Onderdeel | Onderdeel   | Onderdeel | Onderdeel     | Onderdeel  | Onderdeel | Onderdeel          | Onderdeel                 |
| Seizoen   | Overall   | Individueel | Sprint    | Achtervolging | Massastart | Estafette | Gemengde estafette | Single gemengde estafette |
| --------- | --------- | ----------- | --------- | ------------- | ---------- | --------- | ------------------ | ------------------------- |
| 2022/2023 | 67e       | 43e         | -         | -             | 44e        | -         | -                  | -                         |

### Andere competities

#### Europese Kampioenschappen
| Jaar | Plaats   | Onderdeel | Onderdeel   | Onderdeel | Onderdeel     | Onderdeel          | Onderdeel                 | Onderdeel |
| Jaar | Plaats   | Niveau    | Individueel | Sprint    | Achtervolging | Gemengde estafette | Single gemengde estafette |           |
| ---- | -------- | --------- | ----------- | --------- | ------------- | ------------------ | ------------------------- | --------- |
| 2019 | Sjusjøen | junior    | 12e         | 12e       | 13e           | –                  | –                         |           |

#### Junioren Wereldkampioenschappen
| 2018 | Olepää       | jeugd  | 27e | 10e | 4e | – |
| 2019 | Brezno       | jeugd  | 1   | 6e  | 4e | – |
| 2020 | Lenzerheide  | jeugd  | dns | –   | –  | – |
| 2021 | Obertilliach | junior | 8e  | dns | –  | – |